# Somalodromius
Somalodromius is een geslacht van kevers uit de familie van de loopkevers (Carabidae). De wetenschappelijke naam van het geslacht is voor het eerst geldig gepubliceerd in 1967 door Mateu.

## Soorten
Het geslacht Somalodromius is monotypisch en omvat slechts de volgende soort:
- Somalodromius basilewskyi Mateu, 1967